# ISAF
Lực lượng Hỗ trợ An ninh Quốc tế (tiếng Anh: The International Security Assistance Force, viết tắt: ISAF) là tổ chức được lãnh đạo bởi NATO thực hiện sứ mệnh bảo vệ an ninh tại Afghanistan do Hội đồng Bảo An Liên Hợp Quốc thành lập ngày 20/12/2001 theo nghị quyết 1386 như dự kiến của Hiệp định Bonn.
ISAF có nhiệm vụ bảo đảm vững chắc thủ đô Kabul và những khu vực bao quanh khỏi lực lượng Taliban, Al Qaeda, tạo điều kiện cho chính phủ lâm thời Afghanistan do Hamid Karzai đứng đầu được thành lập. Vào tháng 10 năm 2003, Hội đồng Bảo An Liên Hợp Quốc cho phép mở rộng sứ mệnh của ISAF ra khắp lãnh thổ Afghanistan và sau đó ISAF mở rộng nhiệm vụ tại 4 phạm vi hoạt động chính trên toàn lãnh thổ Afghanistan. Từ 2006, ISAF đã tham gia vào nhiều trận đánh có quy mô và cường độ lớn trong các chiến dịch tại miền nam Afghanistan và xu hướng đó còn tiếp diễn vào các năm 2007 và 2008. Các cuộc tấn công của ISAF vào các khu vực khác của Afghanistan ngày càng gia tăng.
Các nước có quân tham chiến gồm: Bulgari, Bỉ, Đan Mạch, Canada, Hoa Kỳ, Anh, Italia, Pháp, Đức, Hà Lan, Tây Ban Nha, Thổ Nhĩ Kỳ, Ireland, Ba Lan, Bồ Đào Nha và nhiều thành viên khác thuộc EU, NATO cũng như bao gồm cả Úc, New Zealand, Azerbaijan, Singapore. Hoa Kỳ, Anh, Canada, Đan Mạch là những nước giữ vai trò quan trọng trong các chiến dịch.